# Anochetus simoni
Anochetus simoni é uma espécie de formiga do gênero Anochetus, pertencente à subfamília Ponerinae.